# Ali İsmail Korkmaz
Ali İsmail Korkmaz (* 18. März 1994 in Antakya, Hatay; † 10. Juli 2013 in Eskişehir) war ein türkischer Student, Demonstrant und Todesopfer der Gezi-Proteste in der Türkei im Jahr 2013.

## Leben
Ali İsmail Korkmaz wurde als Kind von Şahab und Emel Korkmaz geboren. Sein älterer Bruder war Gürkan, die Schwestern Melike und Aylin. Die Familie war arabischer Herkunft und gehörte zu den Alawiten. Ali İsmails Vater musste für den Broterwerb weit weg von der Heimat arbeiten. Ali İsmail besuchte die Ekinci-Nevzat-Ceylan-Grundschule und die Mittelschule im Özbuğday Lisesi. Anschließend machte er den Gymnasialabschluss. Ali İsmail studierte dann Englisch auf Lehramt an der Pädagogischen Fakultät der Anadolu Üniversitesi in Eskişehir. Er war im 1. Studienjahr.
Ali İsmail Korkmaz nahm an Aktionen der Protestbewegung teil. Nach Protesten wurde ihm in der Nacht vom 2. auf den 3. Juni aufgelauert und er wurde so schwer mit Knüppeln und Fußtritten – auch noch, als er bereits am Boden lag – misshandelt, dass er ca. fünf Wochen später seinen Verletzungen erlag. Todesursache war eine Gehirnblutung, die durch den Umstand begünstigt wurde, dass Korkmaz mit Antikoagulantien behandelt wurde. Beim ersten Krankenhausbesuch wurde nach einer Tomographie angeblich nichts gefunden. Der brutale Übergriff wurde von verschiedenen Überwachungskameras aufgezeichnet. Eine Aufnahme wurde seitens der Polizei beschlagnahmt und anschließend gelöscht. Laut Expertise der TÜBITAK stellte sich heraus, dass die Aufnahme vierfach überspielt wurde.
Ali İsmail Korkmaz fiel nicht sofort ins Koma, sondern stellte sich wenige Stunden nach dem Überfall im Krankenhaus (Mavi Hastanesi) vor und gab an, von der Treppe gefallen zu sein, da er sich offenbar vor polizeilicher Verfolgung fürchtete. Korkmaz wurde erstbehandelt und in ein anderes Krankenhaus (Yunus Emre Devlet Hastanesi) überwiesen und erstattete am selben Tag im Beisein seines Anwaltes Anzeige. Am Abend des 3. Juni stellte er sich im Eskişehir Staatskrankenhaus vor und litt bereits unter Sprachstörungen und Bewusstseinstrübung. Nach einer Tomographie wurde er notfallmäßig in das Universitätsklinikum eingewiesen. Dort wurde er noch am selben Abend notoperiert. Er verstarb ca. fünf Wochen später.
Ali İsmail Korkmaz’ Tod verursachte ein großes Medienecho. Es gab zahlreiche Protestveranstaltungen. Die Gerichtsverhandlung wurde in insgesamt vier Städten durchgeführt. Auch die Verhandlung in Kayseri wurde von Protesten begleitet und von zahlreichen Medienvertretern beobachtet. In Kayseri mussten sich 2014 acht Personen, darunter vier Polizisten, vor der 3. Großen Strafkammer für die Tat verantworten. Ein Polizist und vier weitere Personen waren in Untersuchungshaft. Am 21. Januar 2015 sprach die 3. Kammer für schwere Straftaten in Kayseri das Urteil. Zwei Polizeibeamte wurden zu mehr als 10 Jahren Haft verurteilt. Zwei Beamte wurden freigesprochen. Die vier zivilen Angeklagten erhielten Haftstrafen zwischen 3 Jahren, 4 Monaten und 6 Jahren, 8 Monaten.